# Красовицкая, Вера Израилевна
Ве́ра Изра́илевна Красови́цкая (1913, Симферополь — 1982, Москва) — советская певица (сопрано), заслуженная артистка РСФСР (1963).

## Биография
Родилась в Симферополе в 1913 году. В семье были, кроме Веры, ещё пять сестёр и старший брат Эммануил (1910—2003), впоследствии — дирижёр в Свердловском оперном театре.
В 1929 году приехала в Москву и поступила в Гнесинское музыкальное училище. По окончании училища была принята в оркестр «Госджаз» Виктора Кнушевицкого (летом 1940 года руководителем джаз-оркестра стал Александр Варламов). Музыкальным руководителем был Матвей Блантер. На своём дебютном концерте 28 ноября 1938 года Красовицкая стала одной из первых исполнительниц песни Блантера «Катюша» (несколько ранее исполнителем была певица Ельчанинова).
Зрители вскоре оценили исключительный по красоте и выразительности голос Красовицкой, одинаково хорошо звучащий в широком диапазоне. Многие известные композиторы создавали песни персонально для неё. Среди них — «Заздравная» И. О. Дунаевского, «Всё стало вокруг голубым и зелёным» Юрия Милютина. Красовицкая озвучивала вокальные партии взамен киноактрис, исполняла русские версии популярных зарубежных песен (например, «Сон» из мультфильма «Белоснежка и семь гномов»). Как отмечал Владимир Бунчиков: «Красовицкая обладала прекрасным по тембру голосом, была очень музыкальна, работать с ней было всегда легко и интересно».
С самого начала Великой Отечественной войны Вера Красовицкая находилась на фронте в составе фронтовой бригады джаз-оркестра Всесоюзного радиокомитета (ВРК), выступала также с джаз-оркестром Балтфлота, часто вместе с другим крымчанином, Владимиром Бунчиковым. Она поёт арии из оперетт за главную героиню в кинофильме «Актриса» (1942). В 1943 году вернулась в Москву, неоднократно выступала на праздничных концертах в Колонном зале Кремля с оркестром ВРК под управлением дирижёра Леонида Пятигорского.
После войны певица исполняла в основном лирические песни и арии из оперетт, особенно популярной в её исполнении стала песня «На крылечке твоём» Бориса Мокроусова (1953). Снималась в комедии Г. В. Александрова «Весна» в концертных номерах (указана в титрах). Пела на радио вокальные партии в постановках классических оперетт. Записала цикл песен «Весна идёт» (Б. М. Терентьев — А. И. Фатьянов).
Скончалась в 1982 году в Москве. Похоронена на Кунцевском кладбище рядом с сыном, Марком Михайловичем Красовицким (1935—2008), выпускником отделения духовых и ударных инструментов Академического музыкального училища при Московской государственной консерватории имени П. И. Чайковского.

## Участие в кинофильмах
- 1941: «Сердца четырёх», песня «Всё стало вокруг голубым и зелёным»,  Ю. С. Милютин — Е. А. Долматовский.
- 1942: «Парень из нашего города». Нет в титрах.
  - Песня «Сверху звёзды, свеча догорает» за Лидию Смирнову. Музыка Н. Н. Крюков, слова Н. П. Кончаловская.
  - Песня «Жди меня». Музыка Н. Крюков, слова К. М. Симонов.
- 1942: «Антоша Рыбкин», поёт за Марину Ладынину, песня «Тихий вечер» (О. А. Сандлер — Б. Туровский).
- 1942: «Актриса», за кадром поёт за Галину Сергееву.
  - Песня «Девушка, помни меня» (О. Сандлер — Б. Туровский).
  - Куплеты Периколы. Музыка Ж. Оффенбаха.
- 1946: «Первая перчатка», с В. А. Нечаевым и А. Н. Клещёвой. Песня «На лодке» (С той поры, как мы увиделись с тобой). В. П. Соловьёв-Седой — В. И. Лебедев-Кумач.
- 1947: «Весна», концертные номера (Заздравная, Лунное томление). И. О. Дунаевский — В. И. Лебедев-Кумач, вокал за кадром. Есть в титрах.
- 1954: «Испытание верности», за Нину Гребешкову, песня «Когда в город приходит весна». И. О. Дунаевский —  М. Л. Матусовский. Нет в титрах.

## Записи оперетт на радио
Вера Красовицкая исполняла вокальные партии в радиомонтажах нескольких оперетт (эти записи были также выпущены на грампластинках).
- 1946: Пал Абрахам, «Бал в „Савойе“» — Мадлен.
- 1952: Исаак Дунаевский, «Вольный ветер» — Стелла.
- 1955: Имре Кальман, «Фиалка Монмартра» — Нинон.